# Cenovus Energy
Cenovus Energy, «Сеновус Энерджи» — канадская нефтедобывающая компания. Штаб-квартира расположена в Калгари, провинция Альберта. Компания ведёт разработку битуминозных песков, морскую добычу нефти и газа в территориальных водах Канады, Китая и Индонезии. Создана в 2009 году в ходе реорганизации Encana Corporation (с 2020 года Ovintiv Inc.). В январе 2021 года поглотила компанию Husky Energy, став второй крупнейшей нефтегазовой компанией Канады.
В списке крупнейших компаний мира Forbes Global 2000 за 2022 год заняла 671-е место (301-е по размеру выручки, 831-е по активам и 509-е по рыночной капитализации).
Крупнейшим акционером является гонконгский миллиардер Ли Ка-шинг, ему принадлежит 27,4 % акций (ранее он контролировал Husky Energy).

## Деятельность
Доказанные запасы углеводородов на конец 2021 года составляли 6,077 млрд баррелей в нефтяном эквиваленте, из них битума — 5,573 млрд баррелей, нефти — 45 млн баррелей, газового конденсата — 89 млн баррелей, природного газа — 62,8 млрд м³.
В 2021 году средний уровень добычи углеводородов составил 791,5 тыс. баррелей в сутки, из них битума — 561,3 тыс. баррелей, в Канаде — 731,3 тыс. баррелей, в Китае — 50,7 тыс. баррелей, в Индонезии — 9,6 тыс. баррелей.
Основные подразделения по состоянию на 2021 год:
- Добыча нефти и газа — разработка битуминозных песков месторождения Атабаска в провинции Альберта, добыча природного газа в провинциях Альберта и Британская Колумбия, морская нефтедобыча в водах КНР, на восточном шельфе Канады и участие в проекте в Индонезии.
- Нефтепереработка и маркетинг — переработка битуминозных песков в синтетическую нефть и дизельное топливо на заводе в Ллойдминстере, нефтепереработка на 5 НПЗ в США, продажа нефтепродуктов.

## Дочерние компании
Основные дочерние компании по состоянию на 2021 год:
- Cenovus Energy Marketing Services Ltd. (100 %)
- FCCL Partnership (100 %)
- WRB Refining LP (50 %)
- Husky Energy International Corporation (100 %)
- Lima Refining Company (100 %)
- Husky Marketing and Supply Company (100 %)
- Husky Oil Limited Partnership (100 %)
- Husky Canadian Petroleum Marketing Partnership (100 %)
- Husky Energy Marketing Partnership (100 %)
- Sunrise Oil Sands Partnership (50 %)
- BP-Husky Refining LLC (50 %)